# Мегрян Шаген Зінаворович
Шаген Мегрян (3 січня 1952, Гюлістан — 17 квітня 1993) — перший секретар райкому партії і голова Шаумянівського райвиконкому, командувач силами самооборони Шаумянівського району.

## Біографія
Шаген Мегрян народився 3 січня 1952 року в селі Гюлістан Шаумянського району. Після закінчення місцевої школи він вступив на економічний факультет Єреванського державного університету. Довгі роки займався громадською діяльністю, був депутатом Верховної Ради НКР. З початком визвольного руху очолив оборону вірменських сіл Шаумянського району.
«Наша стратегія і тактика — вижити, — голова райвиконкому Шаумянського району і командир партизанського загону Шаген Мегрян відвертий. — Ніякої евакуації. Варто жителям піти з сіл, як нас, захисників, миттєво оголосять бойовиками».
«За цю землю варто боротися і померти», — висловив загальний настрій Шаген Мегрян, людина, що користується зараз в Шаумянівському районі незаперечним авторитетом.
Під час окупації Шаумянівського району вірменські бійці під командуванням Шагена Мегряна змогли забезпечити безпечний відступ мирного населення через Муровдагський хребет в Мартакертський район. Для ведення партизанської війни в Шаумянському районі залишилися 20 вірменських бійців під командуванням Шагена Мегряна. Надалі цей загін розрісся до батальйону, а потім і до полку спецназу. 11 березня 1993 наказом міністра оборони Вірменії Вазгеном Манукяном на базі шаумянського партизанського загону було створено загін особливого призначення під командуванням Шагена Мегряна.
Шаген Мегрян загинув у збитому вертольоті 17 квітня 1993 р.